# Municipio de Roseville (condado de Grant)
El municipio de Roseville (en inglés: Roseville Township) es un municipio ubicado en el condado de Grant en el estado estadounidense de Minnesota. En el año 2010 tenía una población de 124 habitantes y una densidad poblacional de 1,33 personas por km².

## Geografía
El municipio de Roseville se encuentra ubicado en las coordenadas 45°48′25″N 95°56′59″O / 45.80694, -95.94972. Según la Oficina del Censo de los Estados Unidos, el municipio tiene una superficie total de 93.46 km², de la cual 91,65 km² corresponden a tierra firme y (1,93 %) 1,81 km² es agua.

## Demografía
Según el censo de 2010, había 124 personas residiendo en el municipio de Roseville. La densidad de población era de 1,33 hab./km². De los 124 habitantes, el municipio de Roseville estaba compuesto por el 100 % blancos. Del total de la población el 0 % eran hispanos o latinos de cualquier raza.